# Campeonato Africano de Atletismo de 2010 - Revezamento 4x400 m feminino
A prova dos 4 x 400 metros estafetas feminino do Campeonato Africano de Atletismo de 2010 foi disputada no dia 1 de agosto de 2010 em Nairóbi,  no Quênia. 

## Recordes
Antes desta competição, os recordes mundiais e do campeonato nesta prova eram os seguintes:
|                       | Nome                                                             | Nacionalidade   | Tempo     | Local       | Data                 |
| --------------------- | ---------------------------------------------------------------- | --------------- | --------- | ----------- | -------------------- |
| Recorde mundial       | Tatyana Ledovskaya, Olga Nazarova Mariya Pinigina, Olha Bryzhina | União Soviética | 3m 15s 17 | Seul        | 1 de outubro de 1988 |
| Recorde do campeonato | Fatou Bintou Fall, Tacko Diouf Aida Diop, Amy Mbacke Thiam       | Senegal         | 3m 29s 41 | Brazzaville | 18 de julho de 2004  |
| Recorde africano      | Olabisi Afolabi, Fatima Yusuf Charity Opara, Falilat Ogunkoya    | Nigéria         | 3m 21s 04 | Atlanta     | 3 de agosto de 1996  |

Os seguintes recordes foram estabelecidos durante esta competição:
| Data        | Evento | Atleta                                                       | Nacionalidade | Tempo     | Notas                 |
| ----------- | ------ | ------------------------------------------------------------ | ------------- | --------- | --------------------- |
| 1 de agosto | Final  | Shade Abugan, Margaret Etim Bukola Abogunloko, Ajoke Odumosu | Nigéria       | 3m 29s 26 | Recorde do campeonato |

## Medalhistas
| Ouro                                                                       | Prata                                                                                     | Bronze                                                                           |
| Nigéria · Shade Abugan · Margaret Etim · Bukola Abogunloko · Ajoke Odumosu | Quênia · Grace Miroyo Kidake · Catherine Nandi · Maureen Jelagat Maiyo · Janeth Jepkosgei | Senegal · Ndeye Fatou Soumah · Fatou Diabaye · Marietou Badji · Amy Mbacke Thiam |

## Cronograma
Todos os horários são locais (UTC+3).
| Data        | Hora  | Evento |
| ----------- | ----- | ------ |
| 1 de agosto | 16:15 | Final  |

## Resultado final
| Posição           | Nacionalidade | Atletas                                                                        | Tempo   | Notas                 |
| ----------------- | ------------- | ------------------------------------------------------------------------------ | ------- | --------------------- |
| Medalha de ouro   | Nigéria       | Shade Abugan, Margaret Etim, Bukola Abogunloko, Ajoke Odumosu                  | 3:29.26 | Recorde do campeonato |
| Medalha de prata  | Quênia        | Grace Miroyo Kidake, Catherine Nandi, Maureen Jelagat Maiyo, Janeth Jepkosgei  | 3:35.12 |                       |
| Medalha de bronze | Senegal       | Ndeye Fatou Soumah, Fatou Diabaye, Marietou Badji, Amy Mbacke Thiam            | 3:35.55 |                       |
| 4                 | Botswana      | Nthompe Seonyatseng, Amantle Montsho, Kgalalelo Sefo, Oarabile Babolayi        | 3:37.17 | Recorde nacional      |
| 5                 | Etiópia       | Mantegbosh Melese, Wesene Belay, Emebet Fikadu, Fantu Megso                    | 3:40.44 | Recorde nacional      |
| 6                 | Uganda        | Justine Bayigga, Mildred Gamba, Agnes Aneno, Emily Nanziri                     | 3:41.24 |                       |
| 7                 | Camarões      | Fanny Appes Ekanga, Delphine Atangana, Nathalie Itok, Charlotte Mebenga Amombo | DNS     |                       |
| 08 !              | Gana          | Rosina Amenebede, Elizabeth Amolofo, Janet Amponsah, Beatrice Gyaman           | DNS     |                       |

Legenda
| Recorde mundial       | Recorde mundial (World record)               |                       | Recorde africano                      | Recorde africano (African) |                                           | Q | Classificado por posição (Qualified) |
| Recorde do campeonato | Recorde do campeonato (Championship record)  | Recorde da América    | Recorde da América (Americas)         | q                          | Classificado por melhor tempo (Qualified) |   |                                      |
| Melhor marca do ano   | Melhor marca do ano (World leading)          | Recorde asiático      | Recorde asiático (Asian)              | DNS                        | Não largou (Did not start)                |   |                                      |
| Recorde nacional      | Recorde nacional (National record)           | Recorde europeu       | Recorde europeu (European)            | DNF                        | Não terminou (Did not finish)             |   |                                      |
| Recorde pessoal       | Recorde pessoal do atleta (Personal best)    | Recorde da Oceania    | Recorde da Oceania (Oceania)          | DSQ / DQ                   | Desclassificado (Disqualified)            |   |                                      |
| Recorde da temporada  | Recorde da temporada do atleta (Season best) | Recorde sul-americano | Recorde sul-americano (South America) | NM                         | Sem marca (No mark)                       |   |                                      |